# Hot Rod Circuit
Hot Rod Circuit es una banda emo estadounidense formada en el año 1997 en Auburn.

## Historia

### Primeros años
Originalmente, la banda era conocida como Antidote, con ese nombre lanzaron el disco llamado "Mr. Glenboski" que ganó el premio "Mejor banda independiente" del año 1998, otorgado por Musician Magazine. Luego la banda se mudó a Connecticut y lanzaron "If I Knew Now What I Knew Then" con su nombre actual nombre.
El primer disco de Hot Rod CircuitIf I Knew Now What I Knew Then, fue lanzado el 21 de septiembre de 1999. La banda estaba compuesta por Andy Jackson (voz y guitarra rítmica) Casey Prestwood (guitarra líder) Jason Russell (bajo y coros) y Wes Cross (batería). El disco incluía canciones como "Weak Warm", "Remover" y "Irish Car Bomb". Ese año la banda hizo muchos shows en la zona de Nueva Inglaterra, acompañado de tours con The Get Up Kids, At The Drive-In y Jazz Tune. El baterista de la banda, Wes Cross dejó la banda antes del próximo lanzamiento.
El siguiente material de HRC llegó a las disquerías en septiembre del 2000 y fue titulado "If It's Cool With You, It's Cool With Me" el disco incluía canciones como "The Power Of The Vitamins", "This Is Not The Time Or Place" y "Flight 89". Este disco incluye la primera canción de HRC que apareció en una radio: "Radio Song" llegó al puesto 2 en las listas universitarias. El baterista Mike Poorman se convirtió en el reemplazo de Wes Cross. En apoyo a este disco, Hot Rod Circuit realizó tours nacionales con bandas como Jimmy Eat World, Reggie and the Full Effect y eventualmente un tour acústico con The New Armsterdams, conocido como "The Hot Amsterdams Tour"

### Sorry About Tomorrow
Durante 2001, Hot Rod Circuit recibió muchas ofertas de discográficas como Drive-Thru y MCA, que estaban ansiosas de que HRC firmara. En otoño de 2001, la banda firmó con Vagrant. El tercer disco de la banda "Sorry About Tomorrow" fue lanzado el 12 de marzo de 2002. El disco incluye las canciones más populares de la banda como "The Pharmacist" "At Nature´s Mercy" y "Safely". El disco fue grabado en Salad Days Studio en Maryland. El líder de la banda, Andy Jackson dijo "El disco tiene un agradable ambiente de verano". Durante 2002 HRC estuvo en más de 250 shows, teloneando a artistas reconocidos como Dashboard Confessional, Saves the Day, New Found Glory, Good Charlotte, Less Than Jake, MxPx y más.

## Discografía

### Álbumes
- Mr. Glenboski (1998, New World Records)
- If I Knew Now What I Knew Then (1999, Triple Crown Records)
- If It's Cool With You, It's Cool With Me (2000, Triple Crown Records)
- Sorry About Tomorrow (2002, Vagrant Records)
- Reality's Coming Through (2004, Vagrant Records)
- The Underground Is A Dying Breed (2007, Immortal Records)

### EP y sencillos
- Hot Rod Circuit (1999)
- Split [con The Anniversary] (2000)
- Split [con Thisyearsmodel] (2001)
- Pharmacist (2003)
- The Underground Is A Dying Breed [EP acústico] (2007)
- Hot Rod Circuit (2011)

### Colaboraciones en otros discos
- Revelation-A-Pop-A-Lypse (1999)
- I ♥ Metal (1999)
- Y2K Proof (2000)
- Welcome To Triple Crown (2000)
- The Best Comp In The World (2000)
- Another Year On The Streets Vol. 2 (2001)
- Been There, Smoked That (2003)
- Atticus... Dragging The Lake II (2003)
- Beer: The Movie (2003)
- Last Nights Escape (2003)
- Outlaw Volleyball: Music From The Game (2003)
- Another Year On The Streets Vol. 3 (2004)
- A Santa Cause 2: Its A Punk Rock Christmas (2006)
- Yo! Indie Rock Raps (Warped Tour Edition) (2007)
- Punk Goes Crunk (2008)
- Friends (2014)